# The Ultimate Yes: 35th Anniversary Collection
The Ultimate Yes: 35th Anniversary Collection è un cofanetto (box set) pubblicato nel 2003 (nel 2004 negli Stati Uniti) che ripercorre la carriera del gruppo rock progressivo britannico Yes dal 1969 al 2003.

## Descrizione
The Ultimate Yes: 35th Anniversary Collection è una collezione di brani degli Yes pubblicata in due versioni: nel 2003 per il Regno Unito e il mercato europeo in forma di doppio CD da Warner Music, e nel 2004 in tre CD negli Stati Uniti da Rhino Records (che aveva pubblicato solo l'anno prima un cofanetto di ben 5 CD dal titolo In a Word: Yes). La versione europea e quella americana differiscono anche nell'ordine in cui sono disposte le tracce.
Questo box set contiene meno materiale inedito rispetto al precedente In a Word: Yes; si tratta principalmente di una raccolta del meglio del gruppo, e in questo senso soppianta concettualmente i precedenti Classic Yes e Yesstory.

## Tracce (versione Warner in doppio CD)

### Disco 1
1. Yours Is No Disgrace (Jon Anderson/Chris Squire/Steve Howe/Tony Kaye/Bill Bruford) - 9:41
2. Survival (Jon Anderson) - 6:19
3. Roundabout (Jon Anderson/Steve Howe) - 8:33
4. Then (Jon Anderson) - 5:46
5. I've Seen All Good People (Jon Anderson/Chris Squire) - 6:56
6. Heart of the Sunrise (Jon Anderson/Chris Squire/Bill Bruford) -  10:37
7. Starship Trooper (Jon Anderson/Chris Squire/Steve Howe) - 9:29
8. Ritual (Nous Sommes Du Soleil) (Jon Anderson/Chris Squire/Steve Howe/Rick Wakeman/Alan White) - 21:37

### Disco 2
1. Siberian Khatru (Jon Anderson/Steve Howe/Rick Wakeman) - 8:56
2. Long Distance Runaround (Jon Anderson) - 3:31
3. Wonderous Stories (Jon Anderson) - 3:49
4. And You and I (Jon Anderson/Bill Bruford/Steve Howe/Chris Squire) - 10:09
5. Soon (nuova edizione) (Jon Anderson/Chris Squire/Steve Howe/Alan White/Patrick Moraz) - 5:44
6. Going for the One (Jon Anderson) - 5:32
7. Don't Kill the Whale (Jon Anderson/Chris Squire) - 3:57
8. Owner of a Lonely Heart (Trevor Rabin/Jon Anderson/Chris Squire/Trevor Horn) - 4:28
9. Leave It (Chris Squire/Trevor Rabin/Trevor Horn) - 4:19
10. Big Generator (versione remix) (Jon Anderson/Tony Kaye/Trevor Rabin/Chris Squire/Alan White) - 3:39
11. The Calling (edizione singolo) (Jon Anderson/Trevor Rabin/Chris Squire) - 4:39
12. Homeworld (The Ladder) (edizione per la radio) (Jon Anderson/Chris Squire/Steve Howe/Alan White/Billy Sherwood/Igor Khoroshev) - 4:39
13. Awaken (Jon Anderson/Steve Howe) - 15:31

## Tracce (versione Rhino Records in triplo CD)

### Disco 1
1. Time and a Word (Jon Anderson/David Foster) - 4:33
2. Starship Trooper (Jon Anderson/Chris Squire/Steve Howe) - 9:29
3. Yours Is No Disgrace (Jon Anderson/Chris Squire/Steve Howe/Tony Kaye/Bill Bruford) - 9:41
4. I've Seen All Good People (Jon Anderson/Chris Squire) - 6:56
5. Roundabout (Jon Anderson/Steve Howe) - 8:33
6. Long Distance Runaround (Jon Anderson) - 3:31
7. Heart of the Sunrise (Jon Anderson/Chris Squire/Bill Bruford) -  10:37
8. South Side of the Sky (Jon Anderson/Chris Squire) - 7:56
9. And You and I (Jon Anderson/Bill Bruford/Steve Howe/Chris Squire) - 10:09
10. America (versione singolo) (Paul Simon) - 4:10
11. Wonderous Stories (Jon Anderson) - 3:49

### Disco 2
1. Siberian Khatru (Jon Anderson/Steve Howe/Rick Wakeman) - 8:56
2. Soon (nuova edizione) (Jon Anderson/Chris Squire/Steve Howe/Alan White/Patrick Moraz) - 5:44
3. Going for the One (Jon Anderson) - 5:32
4. Don't Kill the Whale (Jon Anderson/Chris Squire) - 3:57
5. Tempus Fugit (Geoff Downes/Trevor Horn/Steve Howe/Chris Squire/Alan White) - 5:16
6. Owner of a Lonely Heart (Trevor Rabin/Jon Anderson/Chris Squire/Trevor Horn) - 4:28
7. It Can Happen (Chris Squire/Jon Anderson/Trevor Rabin) - 5:29
8. Leave It (Chris Squire/Trevor Rabin/Trevor Horn) - 4:19
9. Rhythm of Love (Jon Anderson/Tony Kaye/Trevor Rabin/Chris Squire) - 4:52
10. Big Generator (versione remix) (Jon Anderson/Tony Kaye/Trevor Rabin/Chris Squire/Alan White) - 3:39
11. Lift Me Up (Trevor Rabin/Chris Squire) - 6:31
12. The Calling (edizione singolo) (Jon Anderson/Trevor Rabin/Chris Squire) - 4:39
13. Open Your Eyes (Jon Anderson/Chris Squire/Steve Howe/Alan White/Billy Sherwood) - 5:15
14. Homeworld (The Ladder) (edizione per la radio) (Jon Anderson/Chris Squire/Steve Howe/Alan White/Billy Sherwood/Igor Khoroshev) - 4:39
15. Magnification (Jon Anderson/Chris Squire/Steve Howe/Alan White) - 7:19

### Disco 3
1. Roundabout (versione acustica) (Jon Anderson/Steve Howe) - 4:19
2. Show Me (Jon Anderson) - 3:37
3. South Side of the Sky (versione inedita) - 4:26
  1. South Side of the Sky (Jon Anderson/Chris Squire)
  2. South Side Variations (Rick Wakeman)
4. Australia (versione assolo di chitarra acustica) (Steve Howe) - 4:08
5. New World Symphony (Chris Squire) - 3:33

## Classifiche
In modo certamente inatteso, The Ultimate Yes: 35th Anniversary Collection (Warner 8122737022/Rhino WTVD 78042) ha raggiunto la posizione #10 delle classifiche di vendita inglesi appena uscito, risultando così il più notevole successo commerciale del gruppo dal 1991.
Ha raggiunto la posizione #131 negli Stati Uniti.